# Ван-Райн (лунный кратер)
Кратер Ван-Райн (лат. Van Rhijn) — ударный кратер в северном полушарии обратной стороны Луны. Название присвоено в честь голландского астронома Питера ван Райна (Рейна) (нидерл. Pieter Johannes van Rhijn; 1886—1960) и утверждено Международным астрономическим союзом в 1970 году. Образование кратера относится к нектарскому периоду.

## Описание кратера
Ближайшими соседями кратера являются кратер Оливье на северо-западе; кратер Штермер на севере; кратер Кемпбелл на юго-востоке и кратер Де Мораес на юго-западе. Селенографические координаты центра кратера 52°28′ с. ш. 146°22′ в. д. / 52,47° с. ш. 146,37° в. д., диаметр 46,2 км, глубина 2,3 км.
За время своего существования кратер значительно разрушен последующими импактами, вал кратера сглажен. Северо-восточная, северо-западная и юго-восточные части валы перекрыты небольшими кратерами. Высота вала над окружающей местностью — 1090 м, объём кратера составляет приблизительно 1650 км³. Дно чаши кратера сравнительно ровное, без приметных структур, отмечено множеством мелких кратеров.

## Сателлитные кратеры
| Ван-Райн | Координаты                                              | Диаметр, км |
| -------- | ------------------------------------------------------- | ----------- |
| T        | 52°08′ с. ш. 140°07′ в. д. / 52,13° с. ш. 140,11° в. д. | 33,0        |

- Образование сателлитного кратера Ван-Райн T относится к раннеимбрийскому периоду[1].